# 왕길지
왕길지(겔슨 엥겔, Gelson Engel, 1868년 10월 10일-1954년 8월 16일)은 대한민국의 선교사였다. 그는 인도와 호주에서 그리고 마지막은 부산지역에서 선교사를 하였으며, 조선예수교장로회신학교와 숭실대학교에서 교수를 하였다. 1900년 10월 29일 부산으로 와 1937년 3월 25일 한국을 떠나기까지 36년 5개월간 부산(1900-1919)과 평양(1919-1937)에서 봉사했던 위대한 선교사였다.

## 가정배경
1868년 10월 10일 남부 독일 뷔르템베르크에서 4남매의 장남으로 태어났다. 교사였던 그의 아버지는 그가 4살 되던 해에 34세의 젊은 나이로 세상을 떠났고, 남은 가족은 가난하고 힘겨운 생활을 했다. 엥겔은 6살에 뮤링엔(Murlingen)에 있는 일반교양학교(the College for Classical Study)를 다녔고 뉘르팅엔(Nütingen)에서 중등학교를 마친 후에, 교사대학(Lehrer Seminar)에서 공부했다(1883-88). 뷔르템베르크는 바젤선교회를 탄생시킨 경건주의 운동의 산실이었다. 바젤선교회에서 3년간의 신학훈련을 받았고, 에든버러에서 특별교사훈련을 받은 후 인도의 푸나에서 6년간 사역했고, 감리교 남자학교의 교장을 역임했다. 그는 호주 출신 클라라 바스 양(Miss Clara Bath)과 결혼했다. 그는 1898년에 질병을 치료하기 위해 호주에 와서 학교 교장을 역임하다가 빅토리아 장로교여선교회(PWMU) 소속의 한국선교사가 파송됐다.

## 선교활동
그의 부인 클라라는 병에 걸려 호주로 돌아갔으나 1906년 4월 2일에 36세의 나이로 세상을 떠났다. 1907년 7월 왕길지목사는 아내의 친구이면서 안식년 중에 있던 여선교사 아그네스 브라운(당시 39세)과 멜번에서 결혼했다. 왕길지목사는 1902년부터 조선예수교장로회신학교에서 가르쳤고, 1906년에는 정식 강사가 되었고 1916년에 교수가 되었다. 그는 주로 교회사와 교육학을 강의했다. 1916년 제5차 장로교 총회가 헬라어와 영어를 가르칠 것을 결정한 후 왕길지 목사는 최초로 영어강독과 성서원어를 가르친 교수였다. 그해 그는 조선예수교회 사기편집위원이 되었다. 그는 1917년에 조선예수교장로회신학교의 이사 겸 정교수가 되었고, '신학지남(神學指南)'의 책임편집자로서 1918~1921년 동안, 총 13권의 책을 발간하고 27회의 글을 기고했다. 신학지남은 교육기간이 짧았던 신학생들과 목회자들에게 목회현장에서 설교하고 기도하는데 필요한 자료들을 공급했다.
왕길지목사는 일평생 언어공부를 즐겼다. 그는 성서언어인 헬라어, 히브리어, 라틴어, 서방현대어인 독어, 영어, 불어, 이태리어, 인도방언인 마라티어, 힌디어, 우르두어, 한국어와 중국어에 능했고, 후일 일어도 독학으로 익혀 불편 없이 사용했다. 그는 조선예수교장로회신학교 도서관장을 지냈는데 하루는 채플시간에 학생들에게 이렇게 말했다. "원래 서책은 무족(無足)이라 자래(自來)하거니와 자거(自去)하지 못하는데 책이 없어졌지요." 왕길지목사는 1920년에 성경개역자회 위원으로 선출되었고, 1933~1934년에 아모스서를 개정했다. 그는 음악에도 조예가 깊어서 피아노, 바이올린, 오르간을 연주하였고, 찬송가 편찬위원으로 일했는데 루터의 "내 주는 강한 성이요"를 번역한 것으로 알려져 있다. 그는 또한 미국선교사 아담스와 함께 교회헌법을 제정하기도 했다.
그는 1921년에 선교의 공로를 인정받아 오하이오 우스터 대학에서 명예 신학박사학위(D.D.)를 받았다. 1938년 왕길지목사는 70세가 되어 38년의 선교사 생활과 31년의 교수생활에서 은퇴했고 아그네스는 43년간의 선교사 생활을 끝내고 멜번으로 돌아갔다. 그는 이듬해 1938년 5월 24일에 세상을 떠났고 그의 부인은 1954년 8월 16일 86세의 일기로 세상을 떠났다.

## 후손
왕길지 목사의 아들 프랭크 엥겔(Frank Engel)은 1911년 한국에서 태어났고 평양에서 성장했다. 그는 멜버른 대학교를 졸업하고 멜버른의 오몬드 칼리지(Ormond College)에서 신학을 공부하고 목사가 되었다. 그는 호주와 아시아의 유명한 에큐메니칼 운동의 지도자로 성장했다. 1950년대 호주 기독학생운동(SCM)의 상임총무, 1959-61년까지 세계기독학생연맹(WSCF)의 아시아총무, 호주교회협의회의 총무와 의장대행을 역임했다. 그리고 멜버른신학대학(MCD)에서 신학박사학위를 취득했고 역사신학자로서 저명한 호주 에큐메니칼 운동에 관한 서적들을 남겼다.

## 참고 문헌
1. 이상규, ｢왕길지(Gelson Engel)의 한국선교｣ (숭실대학교 한국기독교문화연구원, 2017)